# Gabriela Mendling
Gabriela Mendling (* 19. Dezember 1959; † 7. März 2007 in Berlin) war eine deutsche Schriftstellerin.

## Leben und Wirken
Gemeinsam mit ihrem Mann, dem Gynäkologen Werner Mendling, zog Gabriela Mendling 1995 von Wuppertal nach Frankfurt (Oder). Ihre Erfahrungen als Westdeutsche in Ostdeutschland beschrieb sie in ihrem unter dem Pseudonym Luise Endlich veröffentlichten Buch NeuLand. Die betreffenden Orte Frankfurt und Wuppertal wurden darin als „Oststadt“ und „Weststadt“ verfremdet. Aufgrund der nach der Lüftung des Pseudonyms einsetzenden Anfeindungen gab ihr Mann im Mai 2000 seine Stelle als Chefarzt der Frankfurter Klinik für Frauenheilkunde und Geburtshilfe auf; die Familie zog nach Berlin. Im selben Jahr veröffentlichte Gabriela Mendling ihr zweites Buch OstWind, in dem sie die negativen Reaktionen auf ihren Erstling beschreibt.
Mendling starb mit 47 Jahren an einer schweren Krankheit. Sie wurde auf dem Waldfriedhof Dahlem (Feld 010-186) beigesetzt.

## Veröffentlichungen
- NeuLand. Ganz einfache Geschichten. Transit Buchverlag, Berlin 1999, ISBN 3-99747-138-5.
- OstWind. Transit Buchverlag, Berlin 2000, ISBN 3-88747-149-0.

### Buchbesprechungen
- Roger Cohen: Germany's East and West: Still Hostile States of Mind. In: The New York Times. 25. Oktober 1999. (englisch)
- Heide-Ulrike Wendt: Die tapfere Luise. In: Die Zeit. 22. Juli 1999.
- Wolfgang Büscher: Der Westen hat sie wieder: Gabriele (sic) Mendling. In: Die Welt. 21. März 2000.
- Freya Klier: Als sich für Wessis im Osten Abgründe auftaten. In: Die Welt. 30. September 2010.